# Regelia cymbifolia
Regelia cymbifolia là một loài thực vật có hoa trong Họ Đào kim nương. Loài này được (Diels) C.A.Gardner miêu tả khoa học đầu tiên năm 1964.